# 위지윅스튜디오
주식회사 위지윅스튜디오(영어: Wysiwyg Studios)는 컴투스의 자회사로, 대한민국의 CG, VFX 기업이다.

## 주요 작품

### 영화
- 승리호

### 드라마
- 좋아하면 울리는
- 아일랜드
- 환혼

## 같이 보기
- 메타버스

## 주해
1. ↑  주관사를 삼성증권, NH투자증권으로 공모가 11,000원에 코스닥 시장에 상장